# Francesco Sicuro

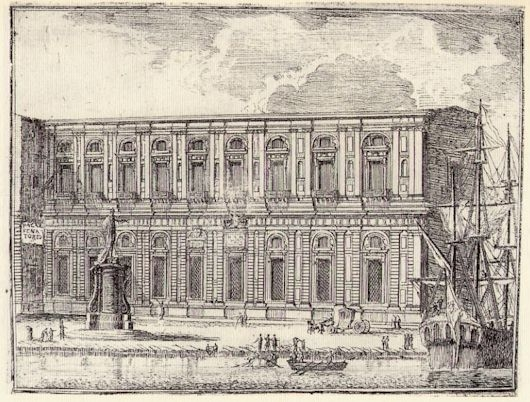
Incisione della Loggia dei Mercanti

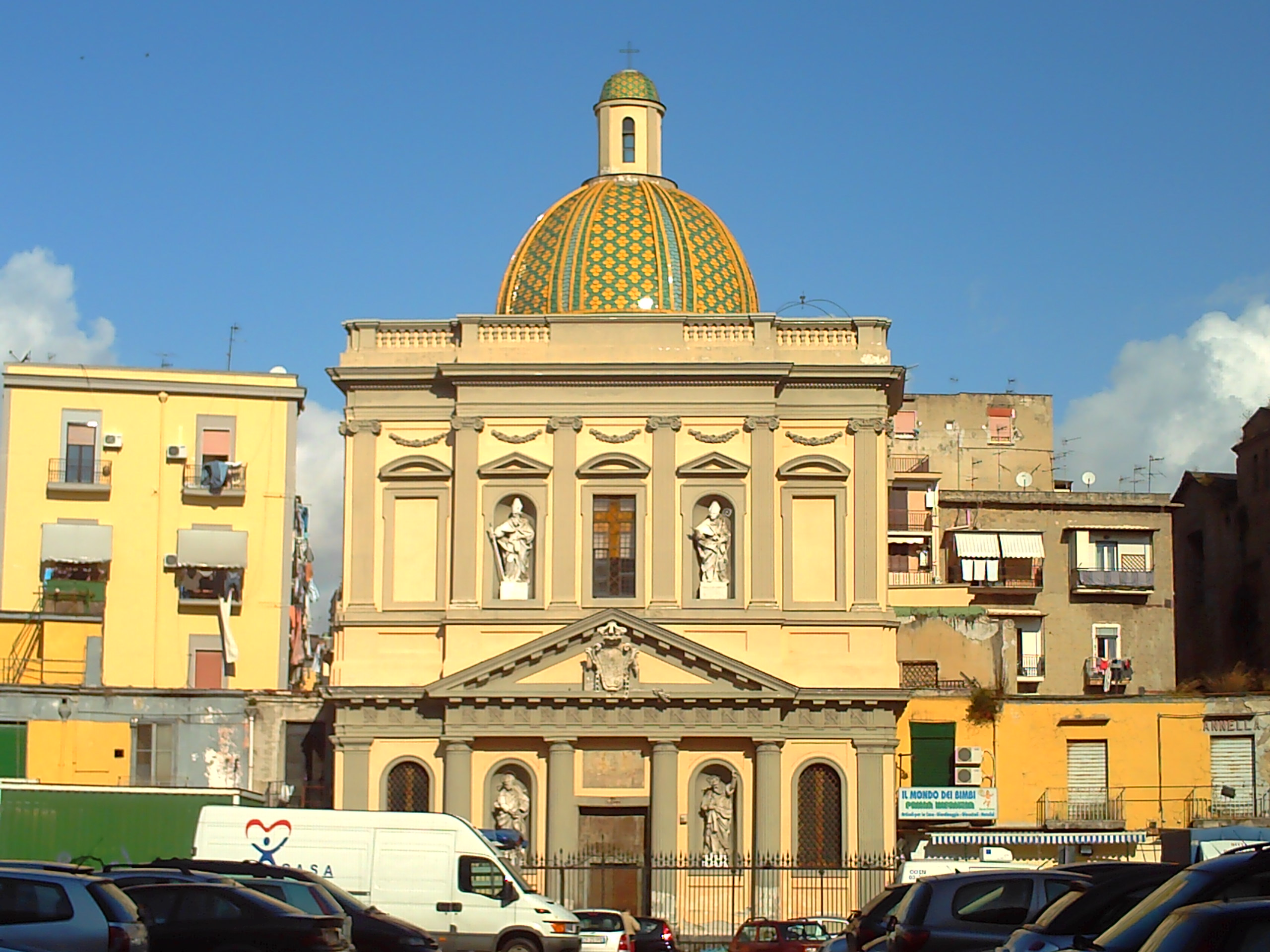
La Chiesa di Santa Croce al Mercato

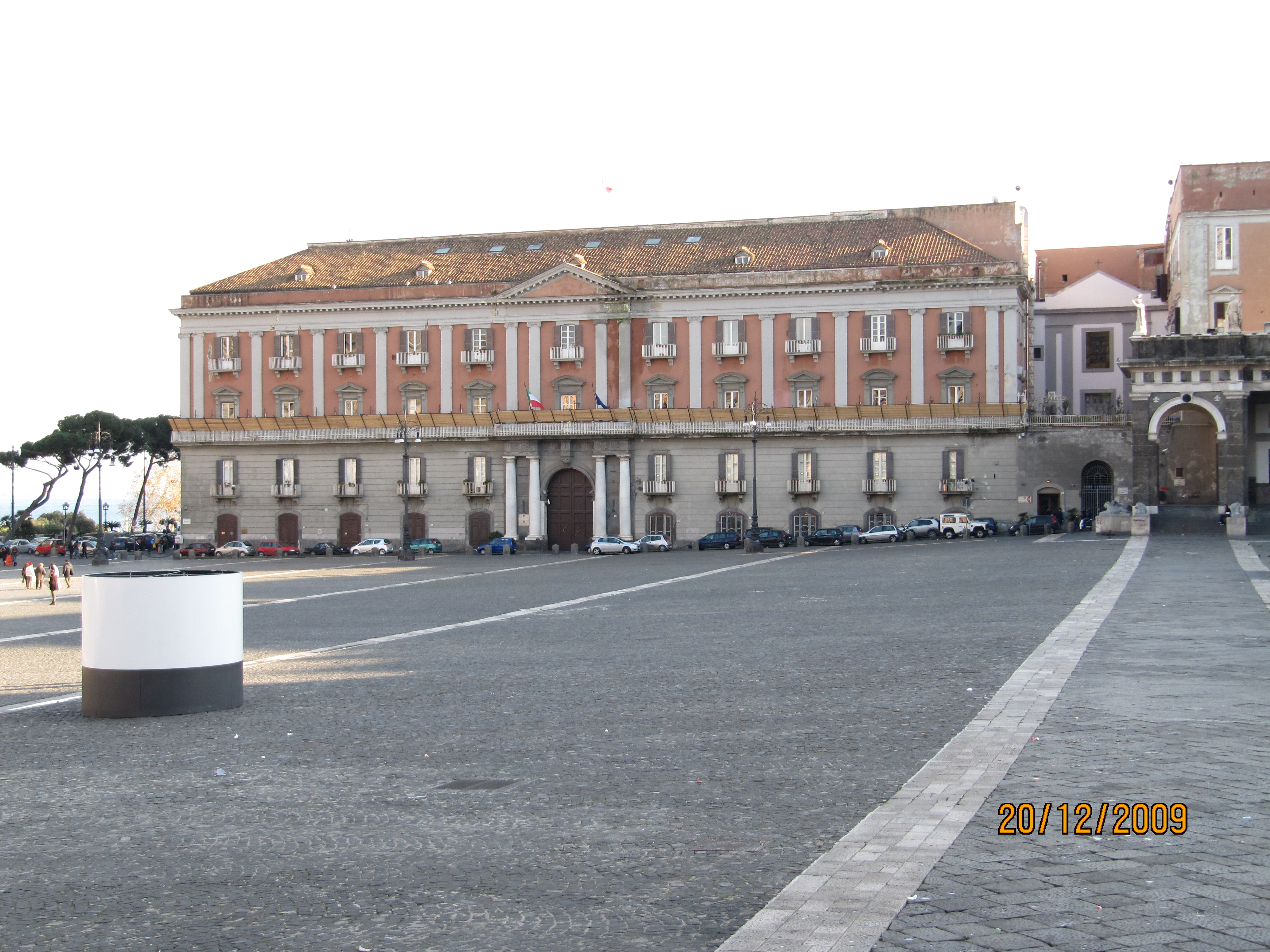
Palazzo Salerno

Francesco Sicuro, o Securo (Messina, 1746 – Napoli, novembre 1826), è stato un architetto e incisore italiano.

## Biografia
Non sono pervenute notizie riguardo alla sua formazione a Messina; la prima documentazione risale al 1768 quando il professore di matematica Andrea Gallo dell'Accademia Carolina incaricò il giovane allievo di eseguire le incisioni Vedute e prospetti della città di Messina. Le incisioni sono le uniche testimonianze della città prima del Terremoto del 1783. Dopo l'apprendistato con il Gallo, si trasferì nella Capitale del Regno ed intraprese la carriera di militare fino ad arrivare con il grado di maresciallo. Una delle prime commissioni fu la realizzazione del Teatro del Fondo, dal nome di una società militare, il Fondo di separazione dei lucri. La realizzazione fu effettuata grazie ai proventi economici confiscati ai Gesuiti. 
Nel 1781 fu incaricato della sistemazione di piazza Mercato con un impianto simmetrico caratterizzato dall'esedra con al centro la chiesa di Santa Croce al Mercato edificata su suo progetto nel 1786. Nella stessa piazza progettò anche le Fontane-obelischi e restaurò nel 1788 la fontana Maggiore. Una delle sue opere più note è la trasformazione di Palazzo Salerno nel palazzo dei Ministri borbonici, prima della realizzazione di palazzo San Giacomo. Progettò sempre a Napoli l'edificio della Gran Guardia di Cavalleria, di forma rotonda, costruito nel 1790 presso le fortificazioni del Castel Nuovo e demolito tra il 1872 e il 1875.
Fu addetto alla regia fonderia e Ispettore della Fabbrica d'Armi e presentò un progetto per la palazzata di Messina dopo il terremoto del 1783. Seguì il re Ferdinando I delle Due Sicilie nel suo esilio a Palermo nel 1806.
Morì a Napoli nel novembre del 1826.

## Opere principali
- Piazza Mercato, Napoli;
- Chiesa di Santa Croce al Mercato, Napoli;
- Teatro Mercadante, Napoli;
- Fontane-obelischi, Napoli;
- Fontana dei Leoni, Napoli;
- Fontana della Marinella al Carmine, Napoli;
- Palazzo Salerno, Napoli;
- Palazzata a mare, Messina (distrutta nel 1908);
- Real Gran guardia borbonica, Napoli

## Pubblicazioni
- Vedute e prospetti della città di Messina, Messina, 1768.